# Nikola Šaranović (cestista)
Nikola Šaranović (in serbo Никола Шарановић?; Belgrado, 20 agosto 2003) è un cestista serbo.

## Palmarès
- Coppa di Serbia: 1

Stella Rossa Belgrado: 2021